# Steatomys opimus
Steatomys opimus is een zoogdier uit de familie van de Nesomyidae. De wetenschappelijke naam van de soort werd voor het eerst geldig gepubliceerd door Pousargues in 1894.